# Cao Thái Sơn
Cao Thái Sơn (sinh ngày 22 tháng 9 năm 1985) là một ca sĩ Việt Nam sinh tại Hà Nội nhưng quê quán tại Thừa Thiên – Huế. Anh được biết đến với vai trò là ca sĩ Việt Nam hát hay theo dòng nhạc trẻ. Trước đây, anh theo học ở trường Cao đẳng văn hoá nghệ thuật và Trường kinh doanh và công nghệ Hà Nội.

## Tiểu sử và sự nghiệp
Trước đây, anh theo học ở trường cao đẳng văn hoá nghệ thuật và trường đại học Kinh doanh và Công nghệ Hà Nội. Đến năm 17 tuổi anh mới tham gia vào con đường ca hát, nhưng chưa thật sự thành công, mãi cho đến khi anh tham gia vào cuộc thi Sao Mai điểm hẹn 2004 thì anh mới dần dần được khán giả chú ý đến.
Cao Thái Sơn không đi theo mô hình đào tạo của truyền hình mà anh đã theo mô hình chung dưới sự quản lý của ông bầu Hoàng Tuấn với hợp đồng ban đầu là 5 năm. Đầu năm 2006, Cao Thái Sơn bất ngờ kết thúc hợp đồng với HT. Production và quay về Hà Nội để có kế hoạch phát triển khác.
Từ sau khi tách khỏi HT Production để gia nhập Làng Văn, Cao Thái Sơn lần lượt trình làng với công chúng các album: không thể quên, phút cuối, cool boy... đặc biệt là Con đường mưa với nhiều bài Hit được giới trẻ yêu thích.
Cuối năm 2009 Cao Thái Sơn lần đầu tiên nhận giải một trong 10 ca sĩ được yêu thích nhất của bảng xếp hạng Làn Sóng Xanh 2009 với những ca khúc như: Con đường mưa, pha lê tím...
Năm 2009 anh tốt nghiệp cử nhân loại giỏi, ngành quản trị kinh doanh của Trường Đại học Kinh doanh- Công nghệ Hà Nội 

## Điện ảnh
- Năm 2007, anh đóng phim Đam mê" vai Lữ
- Năm 2009, anh tham gia phim ''Bước chân hoàn vũ'' vai John Phạm
- Ngoài ra, anh còn đóng vai khách mời trong sitcom ''Nhật ký Vàng Anh'' phần 2

## Album đã phát hành
- 2004: Người ơi đến bao giờ
- 2005: Dù thế nào đi nữa
- 2006: Lệ đá
- 2006: Không thể quên
- 2007: Kool boy
- 2008: Phút cuối
- 2009: Con đường mưa
- 2010: Cầu vồng sau mưa
- 2011: Gió lạnh
- 2012: Điều ngọt ngào nhất
- 2013: Như hai người dưng

## MV
- Anh sai rồi
- Anh sẽ không níu kéo
- Anh sợ
- Anh vẫn yêu em như ngày đầu tiên
- Bình yên nhé
- Cầu vồng sau mưa
- Con đường mưa
- Cô gái ngày xưa
- Điều ngọt ngào nhất
- Feel the beat
- Giấc mộng phù du
- Giấc mơ không phải anh
- Gió lạnh
- Hãy tha thứ cho anh
- Hy vọng mong manh
- Khoảng cách
- Khóc giữa trời mưa
- Không thể quên
- Liên khúc Em trong mắt tôi - Nồng nàn Hà Nội (với Hồ Ngọc Hà, Quang Vinh, Noo Phước Thịnh, Đại Nhân, Đăng Khôi, Chí Thiện, V. Music, Ngô Kiến Huy, Hoàng Hải)
- Một nửa của đời mình
- Mùa thu vàng (với Ngô Kiến Huy, Minh Hằng, Thảo Trang, Phương Trinh Jolie, Nam Cường, Anh Quốc, Noo Phước Thịnh, Đông Nhi, Hòa Mi, Đại Nhân, Chí Thiện, V. Music, Song Yến, Thiên Minh, Wanbi Tuấn Anh, Trương Quỳnh Anh)
- Nếu em phải khóc
- Ngàn lần khắc tên em
- Ngày gặp lại
- Người cũ còn thương
- Người đi nhặt quá khứ
- Người ở lại
- Người thứ ba
- Như hai người dưng
- Pha lê tím
- Quên
- Rẽ lối
- Sẽ có người cần anh (Với Hương Tràm)
- Thiên đường gọi tên (với Mỹ Dung)
- Tình yêu trở lại
- Xuân bên em
- Yêu em là định mệnh
- Yêu hay thương hại
- Yêu một người mộng mơ
- Yêu thương quay về
- Đừng khóc
- Có ai đợi anh đâu
- Mất em giữa dòng đời
- Tất cả hoặc không là gì cả
- Chẳng sao cả
- Lệ phí cuộc đời

## Rắc rối liên quan
Năm 2012, một Việt kiều tên là Adam Nguyễn phát biểu trên báo chí rằng Cao Thái Sơn là người đồng tính và lừa tiền anh sau đó có cung cấp cho báo chí những tấm hình chụp cảnh thân mật giữa hai người trong đó bao gồm lúc hai người đang ở trần nằm trên giường. Cao Thái Sơn không xác nhận mối quan hệ với Adam Nguyễn.

## Năm 2020
Sau khi hoàn thiện 2 căn nhà ở Thành phố Đà Nẵng và cũng là lúc anh quay trở lại âm nhạc bằng MV " Khóc giữa trời mưa" cùng với nhạc sĩ Vương Anh Tú và đạo diễn Ka Wail Tuấn Anh và Võ Huy Thăng.Theo Cao Thái Sơn chia sẻ, đây là dự án âm nhạc đầu tiên mà anh đặt nhiều tâm huyết về chi phí sản xuất lẫn thời gian cho việc ra mắt sản phẩm. Anh đặt niềm tin vào một ekip hoàn toàn mới, toàn những người thuộc thế hệ trẻ 9X đầy năng lượng, nhiệt huyết và sự sáng tạo.Được biết, ca khúc này là dự án đầu tiên Cao Thái Sơn tham gia với vai trò nhà sản xuất dự án và người dẫn chuyện. Chính vì vậy, phần diễn xuất trong MV, nam ca sĩ quyết định dành đất diễn cho các bạn diễn viên trẻ để mang một màu sắc mới cho sản phẩm mang đúng tính chất như một phim ngắn.

## Năm 2024
Sáng ngày 12/1, trên tài khoản cá nhân, ca sĩ Cao Thái Sơn đã đăng tải khoảnh khắc về con trai đầu lòng. Quý tử của nam ca sĩ chào đời giữa tháng 12/2023 tại một bệnh viện ở TP HCM. Kể từ ngày đón con chào đời, cuộc sống và công việc của ca sĩ Cao Thái Sơn có nhiều thay đổi đáng kể. Nam ca sĩ thừa nhận hiện bản thân buộc phải sống chậm hơn và làm mọi việc đều suy nghĩ đến con trai lẫn gia đình.
Ngày 19/6/2024, Cao Thái Sơn quay trở lại đường đua âm nhạc Việt với ca khúc Lệ Phí Cuộc Đời. Đây là sản phẩm đánh dấu lần hợp tác thứ ba của nam ca sĩ với nhạc sĩ Đông Thiên Đức, sau Tất Cả Hoặc Không Là Gì Cả và Chẳng Sao Cả.

## Gameshow tham gia
2016: Giọng ải giọng ai (mùa 1)
2020: Giọng ải giọng ai (mùa 5), Sao Hỏa Sao Kim (mùa 2)